# Brullioles
Brullioles é uma comuna francesa na região administrativa de Auvérnia-Ródano-Alpes, no departamento de Ródano. Estende-se por uma área de 12,25 km². Em 2010 a comuna tinha 828 habitantes (densidade: 67,6 hab./km²).